# Charles Bennett
Charles Bennett (28. prosince 1870 Shapwick, Dorset – 9. března 1949 Bournemouth) byl britský atlet, běžec na středních a delších tratích. Na 2. letních olympijských hrách 1900 v Paříži získal dvě zlaté a jednu stříbrnou medaili. Byl prvním britským atletickým olympijským vítězem.

## Život
Charles Bennett se narodil v nepatrné vesničce, která dnes čítá asi 190 obyvatel, ale dodnes vzpomíná na svého největšího rodáka. Charlesův otec Henry Bennett byl původně dělníkem, od roku 1881 povozníkem. 14. února 1857 se oženil s Peggy Kerleyovou (asi 1837–1872). Charles byl sedmým z devíti dětí z tohoto manželství, nejmladší dvojčata Peggy a Richard zřejmě matku stála život, takže Charlese vychovávala druhá otcova žena Selina. Většina Charlesových sourozenců zemřela v dětském věku.
Charles Bennett byl členem klubu Finchey Harriers, založeného roku 1877, který r. 1966 splynul s oddílem Hillingdon Arhletic Club. Na přelomu 19. a 20. století patřil k nejlepším britským běžcům na středních tratích. V roce 1897 získal britský titul v běhu na 4 míle, v letech 1899 byl mistrem na 4 a 10 mil, 1899 a 1900 byl také mistrem v přespolním běhu. Téhož roku získal přebornický titul na 1 míli, což ho kvalifikovalo na olympiádu do Paříže.
Roku 1901 ukončil sportovní dráhu a vrátil se ke svému původnímu povolání strojvůdce na železnici. Byl ženat s Lenou Lewisovou (1874–1950), která pocházela z Wiveliscombe v Somersetu. Měli spolu pět dětí: Jacka, Fredericka, Thomase Maxe, Rega a Trixie. S celou rodinou se později přestěhoval za prací do Bournemouthu, ke konci života tam byl hostinským. Bennett zde také ve věku 78 let zemřel.

## Charles Bennett na olympijských hrách v Paříži, 1900

### Běh na 1500 m
Běželo se 15. července. Do běhu na 1500 m se v Paříži přihlásilo 9 závodníků ze 6 zemí. Startoval mezi nimi i český reprezentant Ondřej Pukl, který obsadil jedno z posledních míst, které statistiky neuvádějí. Charles Bennett vedl s malým náskokem před Francouzem Henri Delogem po celý závod a k trháku nasadil v posledním kole, posledních 500 m běžel za 1:10,2 min a závod vyhrál ve světovém a olympijském rekordu 4:06,2 min. Delonge se ho však statečně držel a zůstal zpět jen o 4 desetiny sekundy. Třetí byl John Bray z USA časem 4:07,2 min.

### Běh na 4000 m překážek
16. července se běžel steeplařský závod na 4 km. Startovalo 8 závodníků z 5 zemí (Karel Procházka uvádí 14 závodníků ze šesti zemí). Byli mezi nimi i všichni medailisté z kratšího steeplařského běhu (2500 m). Medaili (bronz) z nich tentokrát získal jen Brit Sidney Robinson časem 12:58,8 min. Z vítězného tria britských běžců měl nejvíce sil John Rimmer, který vyhrál v olympijském rekordu 12:58,4 min před Charlesem Bennettem (12:58,6 min). Časy dokládají velký boj, k němuž na trati došlo. Závod nedoběhl ani jeden z Američanů.

### Běh na 5000 m družstev
Týmový běh na 5 km se konal 22. července. Startovala pouze dvě pětičlenná družstva, Velká Británie a Francie, přičemž Brity musel doplnil Australan Stanley Rowley. Běželo se deset okruhů po 500 m, závodníci absolvovali klasický běh a do výsledku se sčítaly body podle umístění od 1 do 10, takže zvítězilo družstvo s menším počtem bodů. Bennett a Rimmer běželi na čele po celý závod následováni trojicí Francouzů. Třetí skupinou byli zbylí Francouzi a Robinson s Tysoem, zatímco Rowley od počátku zaostával a vzdal po 3 500 m. Charles Bennett svým vítězstvím v závodě (čas 15:29,2 min) měl rozhodující podíl na vítězství britského družstva, které tvořili Bennett (1.), J. Rimmer (2.), S. Robinson (6.), Alfred Tysoe (7.), S. Rowley (10.). Francouzi zaostali o tři body.